# 南馬都爾
南馬都爾（Nan Madol）是位於密克羅尼西亞聯邦波納佩東部海岸的一座廢棄的古城，建於泰蒙島附近的珊瑚礁和幾個人工島上，以及波納佩島的海岸線上，占地約18平方公里。它由一連串小型的人工島與運河所組成，因此經常被稱為「太平洋的威尼斯」。「南馬都爾」在當地語言中的意思是「環繞群島的宇宙」，這座城市直到1500年之前都是绍德雷爾王朝的首都。
2016年7月，在土耳其伊斯坦布尔召开的第40届世界遗产委员会上，南马都尔被联合国教科文组织认定为世界遗产。

## 歷史

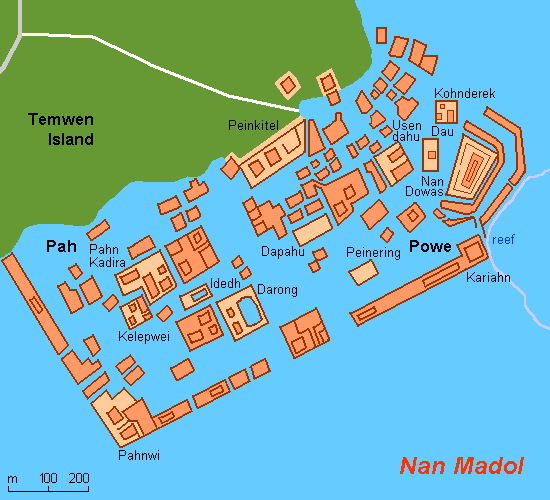
南馬都爾的中心

南馬都爾曾是绍德雷爾王朝的政治、宗教、文化中心，估計當時共有二萬五千人口。波納佩島以外的建築部分早在西元前一至二世紀間即已建成；其他小島上的部分始建於八至九世紀間。但最有特色的巨石建築建造時間可能晚於十二世紀或十三世紀的初期。
鮮有證據證明該巨石建築群的由來。波納佩島古老的說法是科斯雷地區Lelu建築群（與南馬都爾建築群一樣，都是由巨石建成）的建造者遷居至波納佩，利用他們的技巧和經驗建立了更為著名的南馬都爾建築群。然而，根據碳-14檢測，南馬都爾的建造時間比Lelu要早，從而證明這一說法是錯誤的。如Lelu建築群一樣，這座城市幾乎與世隔絕，建造這座城市的其中一個目的就是將貴族與平民隔離開來。
根據當地的傳說，南馬都爾是由一位法力無邊的魔法師應當地人的邀請而建成的。這位魔法師住在波納佩島西北的一個地方，他幫助為南馬都爾提供了大量巨石，使其從採石場「飛」至建築工地，建成了南馬都爾的大部分建築。

## 特徵
最重要的建築是一個貴族住宅區和祭司舉行喪葬活動的場所。該區域人口約超過1000人，極盛時期的人口可能是其數倍。雖然其中住有大量貴族，但其主要居民是平民。绍德雷爾王朝遷都於此，其目的是為了更好地控制、統治和監視他們潛在的敵人。
Nan Powe是南馬都爾的一個舉行喪葬活動的區域，位於南馬都爾的東北，由58個小島組成，不少小島曾是祭司的住宅。一些小島挪作他用，如Usennamw島用於準備食物，Dapahu島建造獨木舟，Peinering島則用來製作椰子油。Peinkitel、Karian、Lemenkou島上有不少墳墓，外面圍以高牆。Nandauwas島上的皇家陵園則是這些墳墓中的最高傑作，陵園的廣場週邊有18－25英尺（7.6公尺）的高牆。
科學家們推測，南馬都爾市中心有一個秘密逃亡地道的入口，該地道穿過礁石可以逃往太平洋。如今，研究人員依然通過潛入水下的方法尋找這條秘密通道，目前尚未找到。

## 食物與水源
南馬都爾周圍沒有淡水，也沒有食物來源，需要通過派人進入內陸去獲取水和食物。這對於邵德雷爾王朝的統治者不是問題，因為其臣民能夠向他們貢獻這些東西。邵德雷爾王朝被Nahnmwarkis王朝推翻後，Nahnmwarkis人佔據了南馬都爾，他們不得不自己去尋找水源和食物。因為這和其他一些原因，Nahnmwarkis人不得不拋棄了南馬都爾，回到了他們的故鄉。南馬都爾從此人口驟減，最終被廢棄。

## 考古和旅遊
今天的南馬都爾已經被辟為考古區。一堵巨大的石牆將長約1.5公里、寬約0.5公里的區域圍起來。這片區域包含100個人工島，島上建有由石塊和珊瑚礁組成的平臺，以防止運河河水的氾濫。
碳-14檢測表明，南馬都爾建於大約西元1200年左右。通過進一步的發掘顯示，西元前200年左右，這片土地已經為邵德雷爾人所佔據。波納佩島上已發現了數處採石場，但建造南馬都爾的石塊是否來自這些採石場仍是一個疑問。沒有一處已被發現的採石場是在Madolenihmw島上的，這表明建造南馬都爾的石料必定是從其他地方運過來的。有人提出這些石料可能是通過木筏從採石場運到這裏的，但至今沒有人得到證實這種說法的證據。考古學家至今仍在試圖解釋這些謎團，而一些波納佩島島民則堅信這些石塊是魔法師通過黑巫術從採石場飛過來的。然而，一次短暫的潛水考察，證實了南馬都爾附近的水下還有一座同樣是由石塊建成的完整的城市。
1985年，南馬都爾遺址被列為國家指定歷史遺跡，進行更進一步的保護。如今，當地政府對訪問南馬都爾遺址的遊客進行限制，並要求他們付一定金額的費用。

## 相關文化
在Bill S. Ballinger的著作《消逝的石城》（Lost City of Stones，1978年）中，認為這座城市是由希臘士兵于西元前300年建成的。
許多評論家認為南馬都爾是霍華德·菲利普·洛夫克拉夫特在克蘇魯神話中的拉萊耶的原形。
南馬都爾是A.Merritt的小說《月亮池》故事發生的背景地。在該書中，泰蒙島被寫作Nan-Tauach，南馬都爾遺址則被寫作Nan-Matal。旅遊指南書籍作者David Hatcher Childress，推測南馬都爾是已消失的大陸雷姆利亞的一部分。作家James Rollings將南馬都爾遺址及其歷史當作小說《深度探索》（Deep Fathom）的藍本。Edward Vesala有一部音樂專輯被命名為「南馬都爾」。Clive Cussler在2009年寫的小說《美杜莎》（Medusa）中也提到了南馬都爾。
密克羅尼西亞提供的熱帶風暴名称“南瑪都”则来源于南馬都爾。

## 登录基准
该世界遗产被认为满足世界遺產登錄基準中的以下基準而予以登錄：
- （i）表现人类创造力的经典之作。
- （iii）呈现有关现存或者已经消失的文化传统、文明的独特或稀有之证据。
- （iv）关于呈现人类历史重要阶段的建筑类型，或者建筑及技术的组合，或者景观上的卓越典范。
- （vi）具有显著普遍价值的事件、活的传统、理念、信仰、艺术及文学作品，有直接或实质的连结（世界遗产委员会认为该基准应最好与其他基准共同使用）。

## 腳註
1. ↑  . National Register of Historic Places. National Park Service. 2007-01-23.
2. ↑  . National Historic Landmark summary listing. National Park Service.   [2007-06-28]. （原始内容存档于2011-05-11）.
3. ↑  .   [2016-07-18]. （原始内容存档于2016-12-31）.
4. ↑  Nan Madol, Madolenihmw, Pohnpei （页面存档备份，存于） William Ayres, Department of Anthropology University Of Oregon, Accessed 26th September 2007
5. ↑  .   [2009-10-31]. （原始内容存档于2009-04-28）.
6. ↑  Lost Cities of Ancient Lemuria & the Pacific, ISBN 0-932813-04-6.
7. ↑  香港天文台. .   [2011-08-03]. （原始内容存档于2018-09-26）.

## 外部連結
- https://web.archive.org/web/20080919131802/http://www.uoregon.edu/~wsayres/NanMadol.html
- http://www.janesoceania.com/micronesia_pohnpei_madol/index.htm（页面存档备份，存于） *http://www.metmuseum.org/toah/hd/nmad/hd_nmad.htm（页面存档备份，存于）
- http://www.intangible.org/Features/micronesia/text/Pon2.html（页面存档备份，存于）
- https://web.archive.org/web/20090928044202/http://www.pohnpeiheaven.com/nanmadol.htm